# Myobatrachus gouldii
Myobatrachus gouldii  o rana tortuga es una especie de anfibio anuro de la familia Myobatrachidae y única representante del género Myobatrachus.

## Distribución geográfica y hábitat
Es endémica del sudoeste de Australia Occidental. Su rango altitudinal oscila entre 0 y 600 m s. n. m..